# Gnathonyx inermis
Gnathonyx inermis là một loài bọ cánh cứng trong họ Cerambycidae.